# Spadla z oblakov
Spadla z oblakov är en tjeckoslovakisk TV-serie för barn i 13 delar från 1978 regisserad av Radim Cvrček efter ett manus av František Vlček och Václav Pavel Borovička. Serien bygger på barnboken Spadla z nebe av Václav Pavel Borovička. Serien spelades in på slovakiska och hade premiär 25 oktober 1978 på Tjeckoslovakiska statstelevisionen.
2022 släpptes filmen Maika, en vietnamesisk filmatisering av TV-serien.

## Handling
Serien handlar om flickan Majka från planeten Gurun, som kommit till jorden till den lilla slovakiska staden Čabovce, där hon träffar lokala barn, med vilka hon upplever äventyr. Majka har färdigheter som vanliga barn inte kan kontrollera - hon kan flyga utan hjälp, gå i taket, på vatten, klona föremål, ändra tidens hastighet och mycket mer. Tack vare sina nya vänner upptäcker Majka gradvis människornas värld med glädje och sorg, vänskap och ömsesidig hjälp.

## Rollista
- Zuzana Pravňanská – Majka
- Matej Landl – Karol
- Lubor Čajka – Slavo
- Svetlana Majbová – Katka
- Karol Polák – Dedič
- Michal Suchánek – Jurko
- Pavol Lazar – Ferko
- Roman Kudrna – Igor
- Mária Hájková – Babka
- Václav Babka – Doktor
- František Zvarík – Valko
- Petr Scholtz – Emil
- Ján Kramár – Kvašňák

## Lista över avsnitt
1. Zjavenie
2. Lietač
3. Svadobné šaty
4. Prepad
5. Banket
6. Otec to zariadi
7. Tajomník
8. Záhadný cudzinec
9. Operácia Púpava
10. Výlet raketou
11. Únos
12. Strelnica
13. Rozlúčka